# Straßenbahn Cauterets–La Raillère

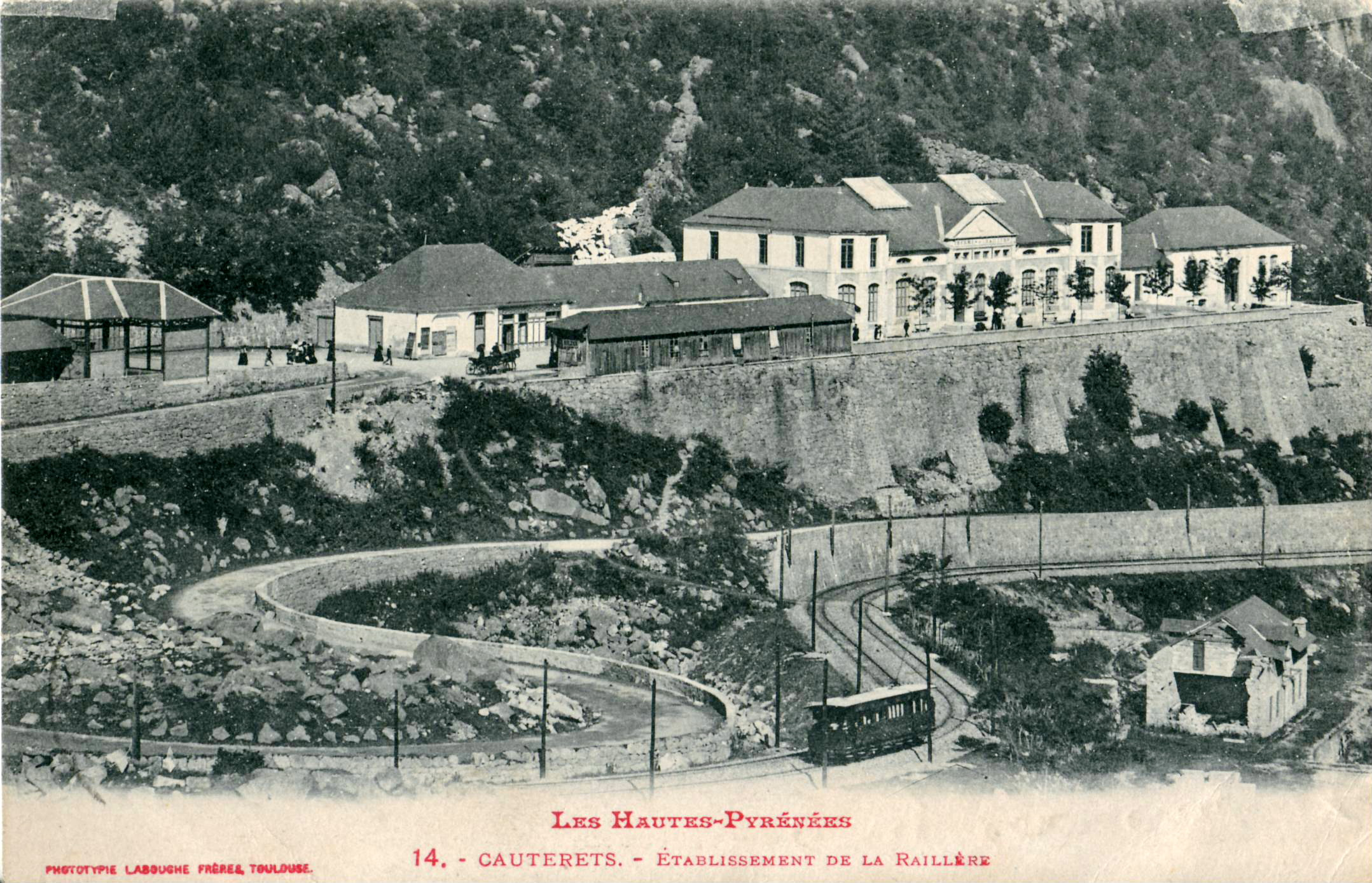
Endstation La Raillère

Die ehemalige Straßenbahn Cauterets–La Raillère  bediente eine 1,8 Kilometer lange Verbindung in dem Kurort Cauterets im Département Hautes-Pyrénées in den französischen Pyrenäen, der neun Thermalbäder besaß.
Sie wurde vor allem von den Kurgästen und Pilgern, die sich in Lourdes aufhielten, gerne benutzt. Diese kamen
auf der Kleinbahn von Pierrefitte in Cauterets an, um das bedeutendste der dortigen Thermalbäder, das von La Raillère, in 1053 Metern Höhe zu besuchen.
Die meterspurige, zweigleisige Strecke wurde als Chemin de fer électrique Cauterets–La Raillère (CR) am 2. August 1897 eröffnet und gehörte der Société du chemin de fer de Pierrefitte à Cauterets et à Luz (PCL). Eine Gleisverbindung zur Endstation der Kleinbahn Pierrefitte–Cauterets am nördlichen Ortseingang war jedoch nicht vorhanden; die starke Steigung und ein Höhenunterschied von 120 Metern verunmöglichten eine durchgehende Gleisverbindung. Die Straßenbahn besaß daher in Cauterets an der Esplanade jenseits des Sturzbaches Gave einen eigenen Bahnhof der „Gare des Oeufs“ (dt. Eierbahnhof) genannt wurde. Von hier verkehrten die Züge im Sommerhalbjahr, in der Regel alle zehn Minuten, während der Öffnungszeiten des Thermalbades.
Die Bahn wurde von Anfang an mit Gleichstrom von 600 Volt Spannung betrieben.
Obwohl die Bahn von Pierrefitte nach Cauterets bereits am 1. April 1949 den Betrieb eingestellt hatte, endete der Verkehr der Straßenbahn erst mit Ablauf der Konzession im Herbst 1970.